# Pujoliclerus modestus
Pujoliclerus modestus là một loài bọ cánh cứng trong họ Cleridae. Loài này được Pic miêu tả khoa học năm 1947.